# Банда Станислава Тищенко
Банда Станислава Тищенко — преступное формирование, занимавшееся в период с конца 1995 года по сентябрь 1996 года на территории Иркутска рэкетом, вымогательствами и убийствами. В 1996 году банда Тищенко принимала участие в войне за передел сфер влияния в Иркутске с грузинскими ворами в законе, в ходе которой было убито не менее 5 человек. Деятельность банды и события в жизни её участников после их ареста и осуждения в последующие годы активно освещались в СМИ, вследствие чего Станислав Тищенко и члены его банды получили национальную известность в России.

## Предыстория
Основателем и лидером банды был Станислав Иосифович Тищенко (род. 13 апреля 1944, Омск, РСФСР, СССР). Детство и юность он провел в одном из детских домов Омска. После выпуска из детдома, Станислав Тищенко начал вести криминальный образ жизни. В 1964 году он впервые был арестован за совершение кражи. Тищенко был осужден и получил в качестве уголовного наказания 3 года лишения свободы. Будучи в заключении Станислав пользовался авторитетом среди других осужденных, так как утверждал, что его отцом является «вор в законе». Подтвердить или опровергнуть это следствию и представителям криминальной субкультуры не удалось. В 1967 году он вышел на свободу, однако вскоре был арестован и осужден на 4 года лишения свободы по обвинению в причинении тяжкого вреда здоровью. В очередной раз Станислав Тищенко вышел на свободу в 1971 году, после чего совершил попытку покончить с криминальным образом жизни и адаптироваться к социальной жизни в обществе. После освобождения Тищенко женился и поступил в университет, который успешно окончил в середине 1970-х годов, получив специальность инженера-технолога. В этот период супруга Станислава родила ему сына и дочь. В конце 1970-х Тищенко вместе с семьей переехал в Иркутск, где работал сварщиком на местных предприятиях и получал высокую заработную плату с процентной надбавкой за работу в районах Крайнего Севера. Несмотря на то, что в этот период Станислав Тищенко не подвергался уголовной ответственности и не был замечен в ведении криминального образа жизни, он несколько раз попадал во внимание правоохранительных органов Иркутска, так как поддерживал связь с ранее судимыми лицами и в разные годы проходил в качестве свидетеля в ряде уголовных дел. В середине 1980-х годов после выхода закона «О кооперации» и расцвета кооперативного движения, крышевание и рэкет которого приносило большие доходы, Тищенко уволился с работы и возобновил криминальную карьеру. В 1985 году в Иркутске проживали одновременно около 20 воров в законе из славянского и грузинского кланов, между которыми шла постоянная борьба за контроль над местными предприятиями и колониями. С 1982 года в Иркутской области отбывал уголовное наказание Вячеслав Иваньков. В середине 1980-х в Иркутской области работали несколько крупных металлургических заводов и целлюлозно-бумажный комбинат, осуществлявший большие поставки древесины в Японию. Кроме этого, Иркутск был крупным транспортным узлом. В течение нескольких последующих лет Тищенко в составе организованной группы занимался рэкетом в Иркутстке. В начале 1990-х годов он познакомился с Александром Кислициным по прозвищу «Борода», который в 1978 году будучи милиционером Иркутска был судим по обвинению в пытках задержанных. Освободившись из тюрьмы в середине 1984 года, Кислицын через несколько лет создал свою собственную преступную группировку, которая также занималась рэкетом в районе железнодорожной станции «Иркутск-Сортировочная». К началу 1996 года банда Кислицына имела определенный авторитет в криминальном мире Иркутска и состояла из более чем 40 человек.
Станислав Тищенко В 1994 году он был арестован по обвинению в вымогательстве и в 1995 году был осужден. Однако к тому времени у него начались проблемы со здоровьем. Изучив результаты медицинского освидетельствования суд вынес неожиданное решение. Тищенко был приговорен к 5 годам лишения свободы, но с отсрочкой на 2 года по состоянию его здоровья, после чего он был отпущен из зала на свободу. Кислицын пользовался покровительством славянских воров в законе в борьбе против грузинских воров в законе Давида Хмиадашвили по прозвищу «Дато Нахаловский», Бакури Каландадзе по прозвищу «Бакура» и Паата Гудушаури по прозвищу «Скот Тбилисский». В период с 1994 по 1996 год все они были застрелены на территории Иркутска. Несмотря на потери, клан «грузинских воров в законе» продолжал иметь влияние в криминальном мире города. В июне 1995 года на свободу вышел 33-летний Николай Акабашев по прозвищу «Акбашенок». Пользуясь своим криминальным и большим авторитетом в уголовной среде, Акбашев попытался заставить платить подконтрольных Кислицыну предпринимателей в свой воровской общак, лишить Кислицына его доходов и тем самым вытеснить его из криминального мира Иркутска, однако Кислицын, группировка которого также имела определенный авторитет в криминальном мире Иркутска — дал Акбашеву отпор. В мае 1996 года грузинский клан воров в законе короновал Акабашева и назначил его смотрящим за Иркутском, после чего Кислицын обратился за помощью к Станиславу Тищенко и предложил ему создать собственную банду с целью устранения Николая Акбашева и последующего распространения своего влияния на другие районы Иркутска, которые находились под контролем Акбашева.
Банда Станислава Тищенко была создана в конце 1995 года. В ряды членов банды Станислав Тищенко привлек своего сына Игоря (род. 1973, Иркутск, РСФСР, СССР), который после окончания школы и срочной службы в войсках противовоздушной обороны (ПВО) нигде не работал. Третим членом банды стал однополчанин Игоря Тищенко — Алексей Долгополов (род. 1972, Иркутск, РСФСР, СССР). Четвертым членом банды стал жиель Иркутска по фамилии Толмачев. С первых же дней своего существования банда Станислава Тищенко начала завоевывать авторитет в криминальном мире Иркутска. Так в начале 1996 года, заручившись поддержкой Кислицына и славянских воров в законе, Тищенко взял под свой контроль предпринимателей в поселке Селенгинск, «крышеванием» которых до этого занимались представители кавказской диаспоры. В конце весны 1996 года Станислав Тищенко по мере укрепления своих позиций, приобрел большую партию оружия, в числе которого были два пистолета Макарова, пистолет «ТТ», карабин ТОЗ, винтовку с глушителем, пистолет Walther, сотни патронов, гранаты, тротиловые шашки и многое другое. Для хранения оружия Станислав Тищенко снял квартиру в городе Ангарск.

## Убийства
В начале лета 1996 года Станислав Тищенко купил в Иркутске частный дом в 8-м Советском переулке, который стал штаб-квартирой банды, после чего банда занялась рэкетом в районе Иркутска под названием «Ново-Ленино», который пытался взять под свой контроль Николай Акбашев. В июне между Станиславом Тищенко, членами его банды и представителями Акбашева произошло несколько конфликтов в борьбе за передел сфер влияния в городе, после чего Станислав Тищенко принял решение убить Акбашева. Вечером 10 июля 1996 года Станислав Тищенко и Алексей Долгополов подъехали к шашлычной под названием «Пиво», которая была расположена на улице Розы Люксембург в районе «Ново-Ленино». Шашлычная считалась летней штаб-квартирой Николая Акбашева. С первых минут Тищенко-старший и Долгополов умышленно стали затевать ссору с сотрудниками заведения и посетителями. Около 23:30 Станислав Тищенко потребовал, чтобы официантка принесла ему заказ за столик, но она ответила ему отказом, так как в шашлычной было самообслуживание. Впав в ярость, Станислав Тищенко разбил в шашлычной окно, бросив в него бутылкой пива. Персонал шашлычной, закрыл ставнями разбитое окно, принес Тищенко и Долгополову заказ на их столик, после чего проинформировал об инциденте помощника Акбашева 36-летнего Владимира Степченко, который после получения телефонного звонка выехал в шашлычную. В это время Станислав Тищенко обратил внимание на одного одного из посетителей шашлычной — мужчину полного телосложения. Тищенко-старший высказал ему ряд претензий на счет его большого живота, после чего приказал Долгополову вывести его из заведения и «научить, как должен выглядеть сибиряк». На улице Алексей Долгополов избил полного мужчину и отобрал у него золотой крест, сорвав его с его шеи. Через несколько минут в шашлычную явился Владимир Степченко, который попытался выгнать Тищенко и Долгополова из шашлычной, но Тищенко при свидетелях представился вором в законе и заявил Степченко, что настроен на разговор только с самим Николаем Акбашевым, с обладателем такого же воровского статуса. После этого Степченко позвонил Акбашеву, который следуя воровским понятиям, предложил Станиславу Тищенко встретиться в шашлычной утром 11 июля с целью разрешить конфликт, на что он ответил согласием.
Утром 11 июля 1996 года Акбашев прибыл в шашлычную вместе со своими приближенными — Владимиром Степченко, Катковым, Поповым, 20-летним Андреем Солодченко и 33-летним Андреем Никаноровым. Через несколько минут к заведению прибыли Станислав Тищенко с сыном и Алексеем Долгополовым. Тищенко-старший и Акбашев сели за столик, однако в ходе разговора Акбашев быстро выяснил, что Станислав Тищенко не является обладателем статуса «вора в законе», после чего попытался уйти, однако Тищенко-старший, имея при себе гранату пригрозил Акбашеву в случае попытки ухода взорвать его. В это же время на Станислава Тищенко совершил нападение брат посетителя шашлычной, избитого накануне Долгополовым по приказу Станислава. Он обвинил Тищенко-старшего в беспределе и ударил его кулаком в лицо, а Акбашев пригрозил Тищенко и членам его банды физической расправой, после чего Станислав Тищенко крикнул сыну Игорю: «Вали их всех!».
Игорь Тищенко произвел в Акбашева и его приближенных несколько выстрелов, после чего он и Станислав Тищенко скрылись с места преступления вместе с Долгополовым. Перед тем как уехать, Игорь Тищенко кинул из окна машины гранату в сторону расстрелянных людей, которая взорвалась. В результате стрельбы были убиты Николай Акбашев, Владимир Степченко, Алексей Солодченко и Андрей Никаноров. Еще один бандит из окружения Акбашева получил тяжелые огнестрельные и осколочные ранения, вследствие чего провел в реанимации около 6 месяцев, но сумел выжить. Осколками гранаты также были ранены два сотрудника шашлычной — официантка и повар.
После совершения убийства Акбашева члены банды Тищенко переоделись и на такси уехали в поселок Мегет, где скрывались около месяца. После этого Долгополов уехал к другу в поселок Тельма, а Станислав Тищенко вместе с сыном перебрался на съемную квартиру в Ангарске. По версии следствия, Станислав Тищенко очень рассчитывал после убийства Акбашева получить покровительство со стороны славянских воров в законе и занять высокое авторитетное место в криминальном мире Иркутска. В конце сентября того же года Станислав Тищенко несколько раз тайно посетил Иркутск и встретился с Кислицыным, которого следствие и представители грузинского клана воров в законе считали организатором убийства Акбашева. В ходе одной из таких встреч Кислицын рассказал Станиславу Тищенко о том, что сообщники Акбашева угрожают ему физической расправой, а один из приближенных к Акбашеву по имени Александр Ахримюк разыскивает членов банды Станислава. Узнав место его жительства, 29 сентября 1996 года члены банды Тищенко организовали засаду возле многоквартирного дома, где жил Ахримюк. Около 18:00 он на своем автомобиле подъехал к своему дому, где Станислав Тищенко ранил его выстрелом из пистолета в область живота. Ахримюк остался в сознании, смог укрыться за машиной, после побежал в сторону подъезда, где его встретил Игорь Тищенко, который сначала прострелил ему ноги, а затем произвел три выстрела ему в голову, убив на месте. После совершения убийства бандиты сумели незамеченными вернуться в Ангарск.
Все оружие, которое было использовано в совершении убийств, Станислав Тищенко распрядился выбросить в воды реки Ангара. После этого Тищенко-старший приобрел еще несколько пистолетов и усилил меры безопасности. Возле входной двери в съемной квартире на территории Ангарска бандиты соорудили взрывное устройство в виде гранаты с привязанной к ней 400-граммовой толовую шашкой, которое Станислав Тищенко планировал взорвать в случае, если в квартиру нагрянут представители правоохранительных органов. Кроме этого, Тищенко-старший разработал перечень других мер безопасности, таких как время выхода из квартиры в магазин за продуктами и разновидность условных звонков в квартиру для обозначения «своих» и «чужих». 14 ноября 1996 года Станислав Тищенко узнал об убийстве Александра Кислицына, который был убит на объездной дороге в районе Иркутска «Ново-Ленино». На основании информации уличных осведомителей из числа преступников Иркутска, Тищенко-старший узнал, что к убийству Кислицына могут иметь причастность Иркутские предприниматели по фамилии Ковельский и Алферов, после чего Станислав Тищенко решил их убить. 17 ноября он и Алексей Долгополов приехали в Иркутск, где установили местоположение Ковельского. Остановив его машину, они уселись внутрь, после чего Станислав Тищенко угрожая физической расправой Ковельскому, приказал ему везти их к дому Алферова.
Доехав до дома Алферова, Алексей Долгополов вошел в многоквартирный дом и стал звонить в квартиру Алферова чтобы его убить, однако Алферова дома не оказалось. После этого он вернулся в машину, где Ковельский дал бандитам адрес сестры Алферова. Оказавшись по указанному адресу, Долгополов вошел в дом, нашел квартиру и стал звонить в квартиру, однако и на этот раз в квартире никого из жильцов дома не оказалось. Вечером того же дня, они отправились к шашлычной, чтобы поесть. Проезжая через пустырь, Ковельский прямо в машине вступил в драку с Тищенко-старшим, после чего смог покинуть автомобиль и сбежать. В отместку Ковельскому Станислав Тищенко и Долгополов отогнали его иномарку на пустырь около АЗС-127 в Ново-Ленино, где бросили ее и подожгли, после чего вернулись на такси в Ангарск.

## Арест, следствие и суд
Сбежав от бандитов, Ковельский обратился в милицию. Так как подозреваемым в организации убийства Николая Акбашева являлся Кислицын, следователи задержали и подвергли допросу многих из участников его преступной группы, один из которых заявил следователям, что причастность к совершению убийства Акбашева может иметь Станислав Тищенко и члены его банды, которые пользовались высоким авторитетом у Кислицына. В ходе следствия, сотрудники правоохранительных органов установили адрес съемной квартиры Тищенко-старшего в Ангарске, после чего организовали засаду. Станислав Тищенко и члены его банды были арестованы 26 ноября 1996 года. В тот день 26 ноября Алексей Долгополов вышел из квартиры в магазин. Когда он возвращался назад, за ним в подъезд вошли бойцы спецназа и незамеченными поднялись на второй этаж. Услышав, что Долгополову открыли дверь в квартиру, спецназовцы и милиционеры быстро смогли преодолеть лестничный пролет и ворваться в квартиру, где задержали Станислава Тищенко и членов его банды, не дав им воспользоваться оружием и взорвать квартиру с помошью взрвыного устройства, установленного возле входной двери. Согласно показаниям оперативников, принимавшими участие в захвате членов банды, Станиславу Тищенко во время задержания не хватило несколько шагов для того чтобы достать рукой до гранаты с тротиловой шашкой и произвести взрыв.
На первых допросах Станислав Тищенко и его сын Игорь отказались от дачи показаний и свою вину не признали, в то время как Алексей Долгополов выразил желание сотрудничать со следствием и дал показания против отца и сына Тищенко. Помимо показаний Долгополова, доказательствами вины банды в совершении убийств стали показания членов организованной преступной группировки Николая Акбашева, в ходе которых они опознали всех членов банды в качестве убийц Акбашева и его подчиненных 11 июля 1996 года, а также результаты обыска в Ангарской квартире Станилсава Тищенко и его дома в Иркутске. Во время следствия члены банды Станислава Тищенко содержались в Иркутском СИЗО № 1 в одиночных камерах и всячески пытались запутать ход расследования. Так Станислав Тищенко утверждал, что Акбашева и его приближенных застрелил он, а его сын Игорь в свою очередь утверждал, что все убийства совершил он, как и бросок гранаты в убитых и раненых людей. Криминалистическо-баллистическая экспертиза установила, что все убийства 11 июля 1996 года были совершены с помощью одного и того же пистолета, однако орудие убийства члены банды Тищенко выбросили в Ангару и он найден не был, на основании чего адвокаты Станислава Тищенко и его сына Игоря впоследствии заявили, что доказательствами их вины следствие не располагает.
В 1997 году по ходатайству их адвокатов, Станислав Тищенко, его сын Игорь и Алексей Долгополов были подвергнуты судебно-психиатрической экспертизе, по результатам которой они были все признаны вменяемыми. Судебные психиатры вынесли заключение, согласно которым у Станислава Тищенко были выявлены признаки паранойи, повышенная импульсивность, жестокость в межличностных отношениях и склонность к лжесвидетельству. У Алексея Долгополова согласно результатам экспертизы была выявлена склонность попадать под чужое влияние и низкие интеллектуальные способности.
Судебный процесс открылся в начале 1998 года. На суде Станислав Тищенко и его сын Игорь отказались от своих признательных показаний и утверждали, что они вместе с Долгополовым являлись законопослушными гражданами, ставшими жертвами обстоятельств и поднявшимися на защиту жителей Иркутска от представителей криминальной субкультуры, однако собранная следствием доказательственная база была признана исчерпывающей, вследствие чего все они были признаны виновными по всем инкриминируемым обвинениям. 20 марта 1998 года Станислав Тищенко и его сын Игорь были приговорены к смертной казни, а Алексей Долгополов получил в качестве уголовного наказания 10 лет лишения свободы. По версии следствия, банда станислава Тищенко в действительности несла ответственность за целую серию убийств воров в законе из грузинского клана, но доказать это не удалось. После осуждения адвокаты отца и сына Тищенко подали в Верховный суд Российской Федерации кассационную жалобу, которая в мае 1999 года была отклонена. Через месяц, 3 июня 1999 года указом президента России Бориса Ельцина смертная казнь была заменена им на уголовное наказание в виде пожизненного лишения свободы.

## В заключении
В 1999 году Игорь Тищенко находясь в Иркутском СИЗО-1 заболел туберкулезом, вследствие чего был этапирован в одну из больниц Иркутска, где на протяжении следующего года проходил курс лечения. В 2001 году общее состояние его здоровья улучшилось, после чего он и Станислав Тищенко были этапированы для отбытия наказания в «Исправительную колонию № 6 Управления Федеральной службы исполнения наказаний по Оренбургской области», более известную как «Черный дельфин», где они первоначально содержались в разных камерах. В начале 2000-х годов здоровье Станислава Тищенко внезапно и ухудшилось, вследствие чего администрация исправительной колонии разрешила ему и его сыну Игорю проживать в одной камере, для того чтобы Тищенко-младший осуществлял уход за своим отцом. В годы заключения Игорь Тищенко в «Черном дельфине» получил специальность швеи и работал на производстве по пошиву одежды и тапочек. В 2018 году Станислав Тищенко и его сын Игорь покинули «Черный дельфин» и были этапированы в «Исправительную колонию № 6 Управления Федеральной службы исполнения наказаний по Хабаровскому краю», более известную как «Снежинка», где содержались в четырехместной камере. Одним из сокамерников отца и сына Тищенко стал серийный убийца Павел Еманов. В «Снежинке» Игорь Тищенко работал на производстве по пошиву одежды контролером отдела технического контроля. В 2024 году Станиславу Тищенко исполнилось 80 лет. Он стал вторым осужденным к пожизненному лишению в истории России, достигшим такого возраста. За годы отбывания наказания, Станислав и Игорь Тищенко дали несколько интервью корреспондентам различных СМИ, вследствие чего получили национальную известность в России. Они стали одними из самых известных осужденных к пожизненному лишению свободы в России и интерес к ним не стихал даже по прошествии 28 лет сод ня их ареста. Администрациями колоний «Черный дельфин» и «Снежинка» Игорь Тищенко характеризовался положительно, в то время как Станислав Тищенко характеризовался отрицательно. Тюремные психологи отмечали, что Станислав Тищенко даже по прошествии почти трех десятилетий тюремного заключения не раскаялся в содеянном и стремился представить события 1996 года в общении с журналистами и сотрудниками исправительной колонии в исключительно выгодном для себя свете, а себя и своего сына пытался выставить жертвами обстоятельств. В 2012 и 2018 годах Станислав Тищенко обращался к президенту Российской Федерации Владимиру Путину с ходатайствами о помиловании, однако они были отклонены. В 2020 году Станислав Тищенко обратился с иском в Верховный суд Российской Федерации, пытаясь оспорить указ президента России о помиловании в 1999 году. По мнению Тищенко-старшего, указ президента был издан в период моратория на исполнение смертных приговоров и подлежит отмене, так как создаёт препятствия для пересмотра в соответствии с постановлением Конституционного Суда Российской Федерации от 2 февраля 1999 г. № 3-П и определением этого суда от 19 ноября 2009 г. № 1344-О-Р приговора, вынесенного после подписания Российской Федерацией Протокола № 6 к «Конвенции о защите прав человека и основных свобод». Станислав Тищенко утверждал, что с учётом содержания названных актов ему не могла быть назначена смертная казнь, а должно было назначено уголовное наказание не выше 25 лет лишения свободы на основании статьи 56 Уголовного кодекса Российской Федерации, действующей на день постановления приговора и издания Указа, однако его иск 22 сентября 2020 года был отклонен.

## В массовой культуре
- Документальный фильм «Разборка на улице Розы Люксембург» из цикла «Приговорённые пожизненно» (2008)"
- Документальный фильм «Расстрел в шашлычной под названием „Пиво“» из цикла «Детективные истории» (2008)
- Взгляд изнутри. Самая страшная тюрьма России (2011). Документальный фильм, снятый Еленой Бессоновой по заказу американского телеканала «National Geographic»